# Viquipèdia en hebreu
La Viquipèdia en hebreu (en hebreu: ויקיפדיה: האנציקלופדיה החופשית), pronunciat /wikiˈpedja haʔentsikloˈpedja haχofˈʃit/ és l'edició en hebreu de la Viquipèdia.
Va ser creada el 8 de juliol del 2003 i el 25 d'octubre del mateix any va arribar als 1.000 articles. El 24 de desembre del 2006 va arribar als 50.000 articles i el 10 de gener del 2010 als 100.000.
El 22 de juliol del 2004 es va celebrar la primera trobada de viquipedistes en hebreu a Tel-Aviv, Israel.
El 20 de setembre del 2004 es va escriure l'article en hebreu de la bandera del Kazakhstan, que corresponia a l'article número un milió de totes les Viquipèdies.